# National Highway 33
National Highway 33 (NH 33) ist eine Hauptfernstraße im Bundesstaat Jharkhand im Nordosten des Staates Indien mit einer Länge von 352 Kilometern. Sie beginnt am NH 2 und NH 31 in Barhi und führt anschließend über die Hauptstadt des Bundesstaats Ranchi nach Baharagora an den NH 6.